# Republiek Armenië (1918-1920)
De democratische republiek Armenië (Armeens Դեմոկրատական Հայաստանի Հանրապետութիւն, Demokratakan Hayastani Hanrapetowt‘iwn) was de eerste Armeense republiek en bestond van 1918 tot 1922.

## Ontstaansgeschiedenis
Als gevolg van de Eerste Wereldoorlog ontstond er een aantal onafhankelijke staten in gebieden die daarvoor tot het Duitse Keizerrijk, het Ottomaanse Rijk of het Russische Rijk hadden behoord. Rondom de op 17 november 1917 uitgeroepen Russische Socialistische Federatieve Sovjetrepubliek ontstonden enkele nieuwe staten, te weten Finland, Estland, Georgië, Armenië, Azerbeidzjan, Boechara en Xiva (de laatste twee liggen in het huidige Oezbekistan); anderen - zoals Litouwen, Polen, Wit-Rusland en Oekraïne - hebben zelf hun onafhankelijkheid verklaard. In de Kaukasus ontstond op 22 april 1918 de Transkaukasische Democratische Federatieve Republiek.

## Ontwikkeling
Op 28 mei 1918 verklaarde de democratische republiek Armenië zich onafhankelijk en werd in het begin geregeerd door de Dasjnak-partij, die qua gedachtegoed een sterke overeenkomst vertoonde met de Russische mensjewieken. De eerste minister-president was Hovhannes Kadzaznoeni (30 mei 1918 - 28 mei 1919). Zijn opvolger was Aleksander Chatisjan (28 mei 1919 - 5 mei 1920), die op zijn beurt weer werd opgevolgd door Hamo Ohandzanjan (5 mei - 25 november 1920) en Simon Vratsjan.
De nieuwe democratische republiek Armenië werd permanent aan bedreigingen blootgesteld. In het begin werden ze bedreigd door de troepen van de nieuwe Turkse tegenregering van Mustafa Kemal, die vanuit het westen naar de hoofdstad Jerevan trokken (de Turks-Armeense Oorlog). Honderdduizenden Armeniërs vluchtten toen vanuit Turkije naar de nieuwe Armeense republiek. Hierdoor ontstond er een groot vluchtelingenprobleem. Ook waren er voortdurend conflicten over gebieden die overwegend door Armeniërs werden bewoond, maar waar buurlanden ook aanspraak op maakten. Voorbeelden hiervan zijn de conflicten met Azerbeidzjan om Nagorno-Karabach (nu deel van Azerbeidzjan), met Iran om Zangezoer (Sjoenik, nu deel van Armenië) en conflicten met de Democratische Republiek Georgië om de provincie Lori (nu deel van Armenië). Al deze problemen leidden tot een economische crisis met hyperinflatie. De Armeense regering was hier niet tegen opgewassen.

## Machtsovername door de bolsjewieken en ontbinding
Op 29 november 1920 grepen Armeense bolsjewieken in een staatsgreep de macht, en riepen op 2 december 1920 de Armeense Socialistische Sovjetrepubliek uit. De toenmalige minister-president Wratzjan zag zich genoodzaakt af te treden, waarna een nieuwe bolsjewistische regering werd ingesteld. Op 6 december trok het Rode Leger het land binnen, ter ondersteuning van de nieuwe regering. Op dit moment was Armenië een formeel onafhankelijke staat, die bilaterale betrekkingen onderhield met de internationaal geïsoleerde Russische Socialistische Federatieve Sovjetrepubliek (RSFSR). De RSFSR sloot op 30 september 1921 met de Armeense sovjetrepubliek een bondgenootschap, die de soevereiniteit van de republiek nog verder beperkte.
Op 12 maart 1922 werd de Armeense sovjetrepubliek een deel van de opgerichte Transkaukasische Socialistische Federatieve Sovjetrepubliek (TSFSR, die tevens de Georgische- en Azerbeidzjaanse sovjetrepublieken omvatte. De Europese landen beschouwden de formele onafhankelijkheid echter niet meer als reëel. Een klein deel van het grondgebied werd met het Verdrag van Kars aan Turkije toegewezen. In 1921 werd een deel van het grondgebied de Republiek Bergachtig Armenië. Met de oprichting van de Sovjet-Unie op 30 december 1922 werd de soevereiniteit definitief beëindigd.